# Altpörtel
Das Altpörtel war das westliche Stadttor der Stadt Speyer. Mit einer Höhe von 55 Metern ist es eines der höchsten und bedeutendsten Stadttore Deutschlands. Es wurde im Jahr 1176 erstmals urkundlich erwähnt und war einer von 68 Mauer- und Tortürmen der Stadtbefestigung der Freien Reichsstadt Speyer.

## Geschichte des Turms
Das Altpörtel wurde in der ersten Hälfte des 13. Jahrhunderts errichtet und trat an die Stelle eines schon früher vorhandenen Tores. Der untere Teil des Turms wurde zwischen 1230 und 1250 erbaut; das oberste Turmgeschoss wurde in dem Zeitraum von 1512 bis 1514 hinzugefügt.
Im Jahr 1511 wird unter den Amtspflichten der Bürgermeister auch aufgeführt: „Item das altporthor zu buwen“. Die Jahreszahl 1514 am Altpörtel beweist, dass dieser Auftrag ausgeführt wurde.
Der Turm überstand die Stadtzerstörung im Jahr 1689 während des Pfälzischen Erbfolgekriegs und ist einer der wenigen Überreste der mittelalterlichen Stadtbefestigung. Die Sprengung des Turmes war schon vorbereitet, da machten Prior und Konvent des nahen Karmeliterklosters, in dem der französische Marschall Duras mit seiner Begleitung wohnte, darauf aufmerksam, dass bei Sprengung dieses Turms Gefahr für sein Stabsquartier bestehe. Der Prior sagte zu Marschall Duras: „Gar leicht könne das Kloster zerschmettern, für dessen Erhaltung der Marschall ja sein Wort gegeben habe“. Duras meinte aber, seine Leute verstünden es wohl, den Turm dorthin zu werfen, wo er wolle. Als die Ingenieure mit brennenden Lunten auf das Signal des Marschalls warteten, fiel der ganze Karmeliterkonvent dem Marschall zu Füßen. Der Prior sprach: „Unser Kloster ist alt und baufällig, wenn auch des Turmes Sturz unsere Wohnung nicht begräbt, so werden doch diese morschen Mauern und lockeren Gewölbe unter dem gewaltigen Stoße der ungeheueren stürzenden Steinmasse erbeben und einbrechen. Drum Herr, habt Erbarmen und schont des Turmes“. Der Marschall schaute vor sich hin und rief endlich: „Steht auf Kinder, der Turm soll stehen bleiben!“ Daraufhin wurde das Altpörtel geschont, während die Stadt Speyer und der Dom zu einem Trümmerfeld wurden.
Das steile, 20 Meter hohe Dach wurde erst im Jahr 1708 aufgesetzt.
Das Altpörtel war der wichtigste Torturm. Ursprünglich als Außentor errichtet, stellte es später die Verbindung zwischen Altstadt und der St. Gilgenvorstadt dar.
Zwei Reihen von Schießscharten waren die einzigen Öffnungen an der Westseite. Sie waren zu Verteidigungszwecken angebracht. Die östliche Seite ist reicher gegliedert. Über dem Torbogen führte der Wehrgang um den Turm herum, von dem noch die einen Meter vorspringenden zehn Steinkonsolen erhalten sind. Sie bildeten einst die Verbindung zwischen den sich nördlich und südlich anschließenden Wehrmauern.
Im Jahr 1773 stand neben dem Altpörtel, unmittelbar am Speyerbach eine Lohmühle. Der Bach biegt hier nach Norden ab und fließt unter Häusern der Korngasse hindurch.

## Name des Turms
Im 18. Jahrhundert glaubte man den Namen Altpörtel auf eine lateinische Form alta porta (= hohes Tor) zurückführen zu können, allerdings ist dieser Name durch keine Quelle belegt.
Bereits in einer der ersten urkundlichen Erwähnungen des Torturms aus dem Jahr 1197 heißt er schon vetus porta (lateinisch: „altes Tor“), im Gegensatz zum nicht mehr existierenden Neupörtel, der „nova porta“.

## Bedeutung des Turms

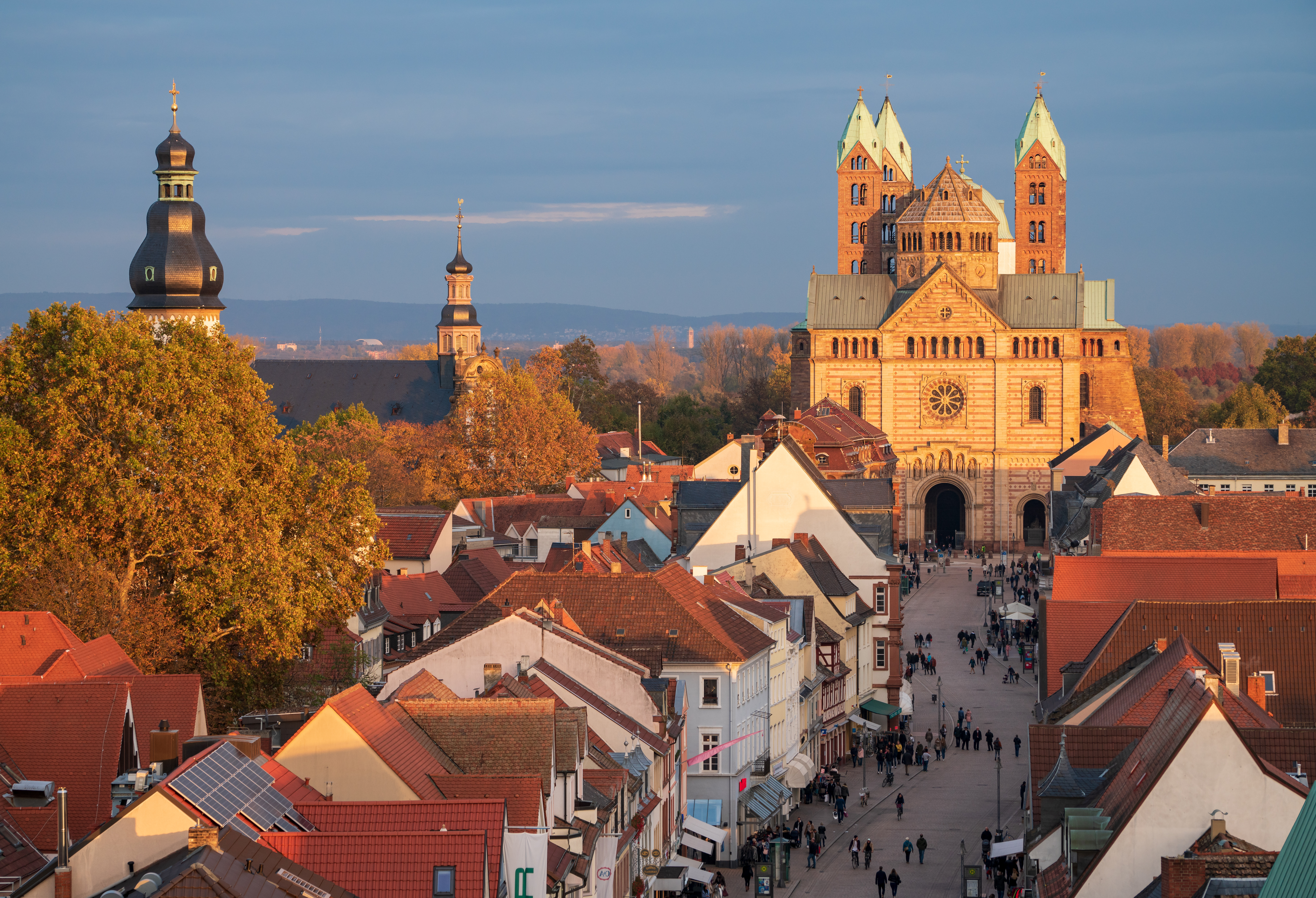
Blick nach Osten auf Dreifaltigkeitskirche, Maximilianstraße und Kaiserdom

In städtebaulicher Hinsicht war das Altpörtel der Abschluss einer repräsentativen Straße und bildete den Gegenpol zum Speyrer Dom. Die Straße zwischen dem Altpörtel und dem Kaiserdom war eine so genannte Triumphstraße, die lateinisch Via Triumphalis genannt wurde. Auf dieser 25 bis 50 Meter breiten Prachtstraße, die eine Länge von 700 Metern hat, zog der Kaiser an besonderen Festtagen mit großem Gefolge in den Dom. Heute ist die Straße zwischen Altpörtel und Dom allerdings um eine Häuserzeile schmaler.

## Speyrer Normalschuh
Bis in die ersten Jahre des 19. Jahrhunderts hatte Speyer ein eigenes Maß- und Gewichtssystem. Auf der nördlichen Seite der Durchfahrt durch das Altpörtel befindet sich bis heute ein eiserner Stab, der oben und unten durch vorspringende Nasen begrenzt ist. Dies ist der Speyerer Werkschuh, ein Rechtszeichen aus dem Bereich des Wirtschaftslebens, nach dem sich jeder Handelstreibende der Stadt richten musste. Er hat eine Länge von 28,889 Zentimetern und wurde seinerzeit in 12 Zoll unterteilt.
In der Beschreibung der des heiligen Römischen Reichs Freyen Stadt Speyer sambt denen vier Vorstädten – Anno 1773 ist Ein Stadt Speyerischer Werckschuh von 12 Zoll abgebildet. Mit diesem Schuh hatte der Senator Johannes Becker in den Jahren 1772/73 mit Hilfe des Ratsschreibers die ganze Stadt samt ihren vier Vorstädten abmessen lassen.

## Turmwart und Turmuhren

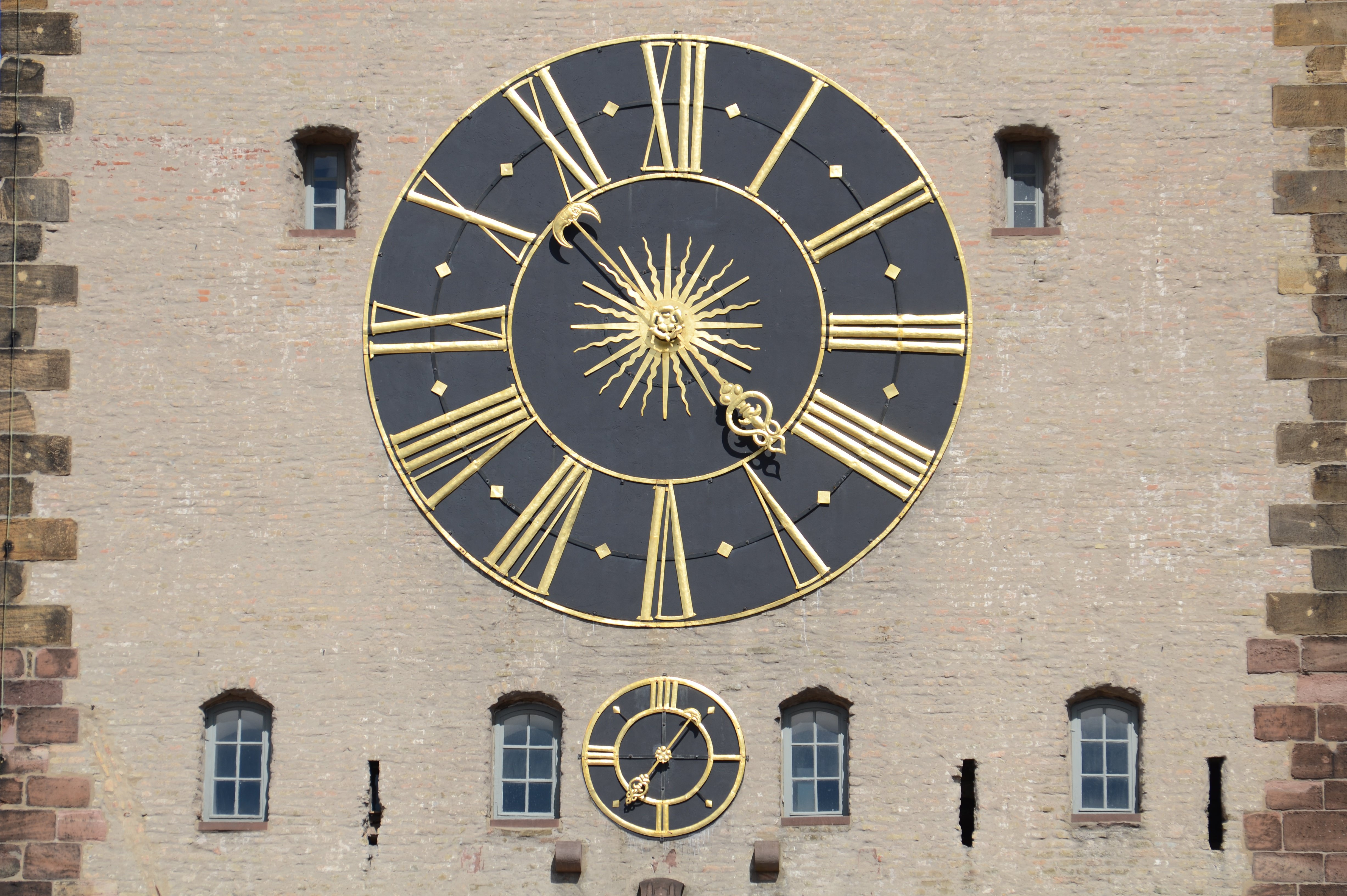
Die zwei Zifferblätter der Turmuhr

Die Torwächter erhoben neben ihrem Amt als Pförtner das Wegegeld und bewachten Waffen und Munition, die in den Türmen gelagert wurden. Die Wächter des Altpörtels, Neupörtels, des Juden-, Salz- und Roten Turmes mussten außerdem die Gefangenen bewachen, die in diesen Türmen inhaftiert waren. Im Altpörtel wurden zudem die Werkzeuge des Scharfrichters in einer Eichenholzkiste aufbewahrt.
Im Altpörtel versah jahrhundertelang ein Türmer bzw. Turmwart seinen Dienst. Einen kleinen Einblick in die Arbeit eines Türmers gibt das Buch Das Altpörtel zu Speyer:

„An der Tür in der Turmdurchfahrt stand auf ovalem Porzellanschild: Gg. Schappert, Schuhmacher und Turmwart. Ein über Stockwerke geführter Klingelzug endete in Wohnung und Werkstatt Oft haben wir die knarrenden steilen Holzstiegen erklommen und schauten ihm zu, wenn er das ‚Armsünderglöcklein‘ zu den Betstunden läutete. Wir sahen ihm zu, wenn er die Gewichte der alten Räderuhr an Seilen und Zügen hob, um das verwirrende Werk dieser Zeitmaschine in Gang zu halten Die Altpörteluhr mit ihren zwei Zifferblättern, selbst ein Unikum, hat ein mächtiges Gehwerk: Die Walze mit dem Gewichts- und Aufzugsseil, das Wälzrad, das in den Trieb des Steigrades eingreift, das Steigrad selbst und der lotrechte Spindelgang. mit der Waag und die sinnvolle Mechanik für die Übertragung auf das Stunden- und Viertelstunden-Zifferblatt, desgleichen das Schlagwerk in ähnlicher Anordnung.“

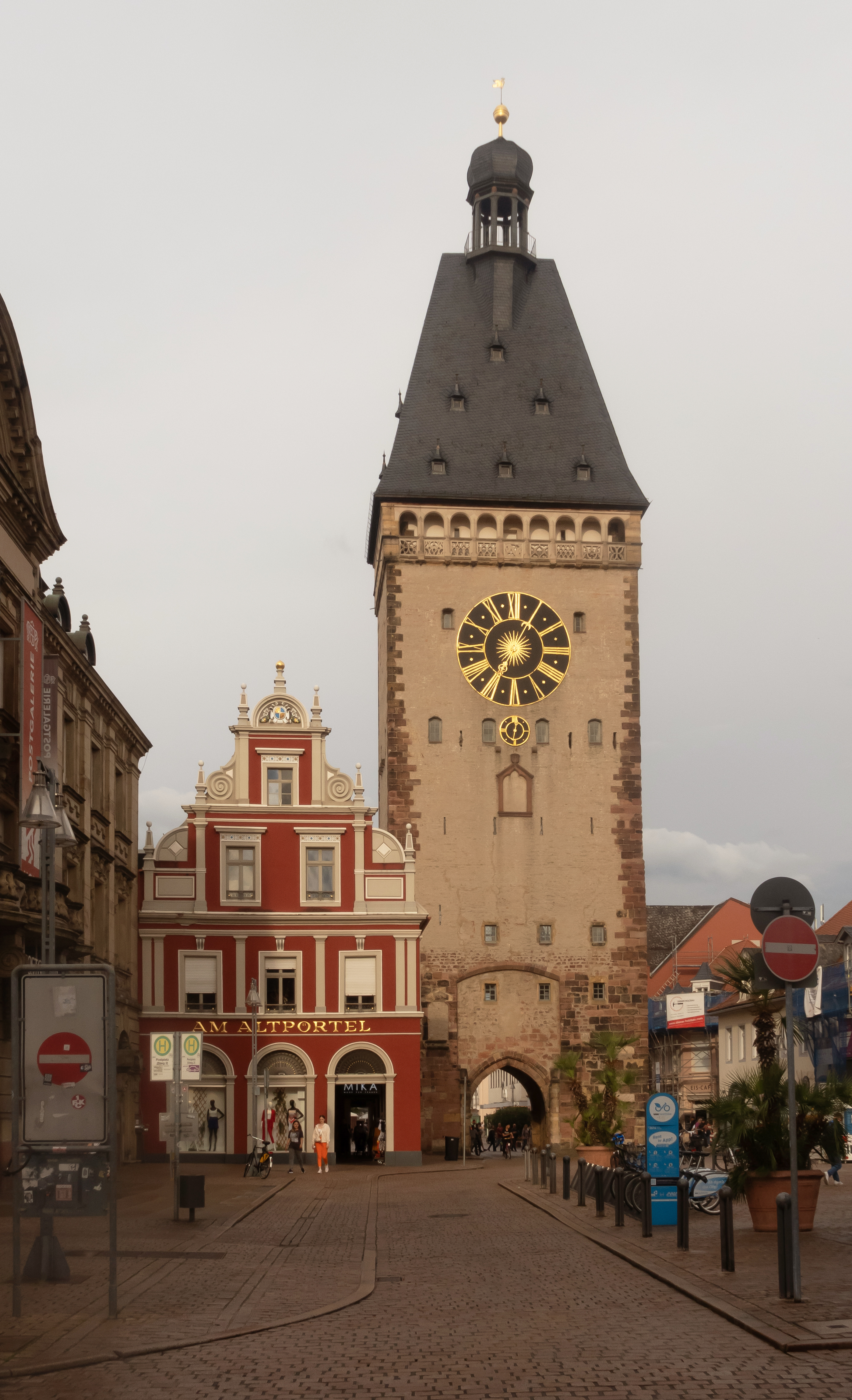
Altpörtel 2022

An der Ost- und Westseite des Altpörtels sind je zwei Zifferblätter der Turmuhr angebracht. Die Zeiger auf den großen Zifferblättern zeigen die Stunde an, die Zeiger auf den kleinen Zifferblättern die Viertelstunden. Früher war die Stunde die wichtigste Zeitangabe. Deshalb sind die Zifferblätter, die die vollen Stunden anzeigen erheblich größer als die Zifferblätter, die „nur“ die Viertelstunden anzeigen. Darüber hinaus ist das Stundenzifferblatt an der Außenseite größer, damit Reisende schon aus der Ferne die Uhrzeit erkennen konnten.

## Heutige Nutzung
Das Altpörtel beherbergt in den unteren der fünf zugänglichen Ebenen eine Ausstellung über die Speyerer Stadtbefestigung und die Geschichte des Altpörtels. Im rund 15 Meter hoch liegenden Sitzungssaal in der 3. Etage befindet sich ein Trauzimmer,  in der 5. Etage seit Sommer 2014 eine Dauerausstellung zum Speyerer Reichskammergericht. Vom obersten Stockwerk aus gelangt man auf eine umlaufende, etwa 30 Meter hoch liegende arkadenartige Aussichtsgalerie, von der man einen sehr guten Blick über die Altstadt von Speyer und die weitere Umgebung hat. Die Besichtigung ist im Rahmen einer Stadtführung möglich.

## Belege
1. ↑  Alfred Becker, Anton Doll, Otto Hess, Wolfgang Medding: Das Altpörtel zu Speyer. Die Geschichte des siebenhundertjährigen Torturms. Karl-Graf-Verlag, Speyer, o. J.
2. ↑  Trauturm – Altpörtel (Memento vom 19. September 2016 im Internet Archive) (PDF; 1,4 MB)
3. ↑  Das Altpörtel auf der Website der Stadt Speyer
4. ↑  Stadtführung
5. ↑  Stadt Speyer: Altpörtel. Abgerufen am 24. Juli 2023.